# Back-up
Een back-up is een reservekopie van gegevens die zich op een gegevensdrager of binnen een applicatie bevinden. Meestal wordt de term back-up gebruikt voor gegevens op bijvoorbeeld de harde schijf van een computer, maar ook van gegevens op andere dragers zoals een simkaart, binnen een applicatie zoals een databasemanagementsysteem of zelfs niet-elektronische gegevens zoals een adresboekje kan een back-up gemaakt worden. Deze kopieën worden preventief gemaakt om belangrijke gegevens veilig te stellen voor het geval de gegevens op de originele drager verloren gaan of beschadigd raken.
Indien nodig kan een back-up weer op een vergelijkbare originele drager teruggezet worden. 
Afhankelijk van het soort voorval waardoor de gegevens verloren gaan kunnen verschillende back-up methoden gebruikt worden:
- Het "per ongeluk" weggooien of beschadigen van een bestand door de gebruiker kan ondervangen worden door simpelweg een kopie van belangrijke bestanden te maken op dezelfde schijf.
- Het kapotgaan van de harde schijf kan ondervangen worden door een back-up op extra harde schijf te maken of door een RAID configuratie te gebruiken.
- Diefstal van een computer of gegevensdrager kan ondervangen worden door de back-up op een extern medium te maken.
- Een grote brand, overstroming of andere calamiteit kan ondervangen worden door de back-up op een andere locatie te bewaren.

Bij het opzetten van een back-up strategie moeten bovenstaande overwegingen meegenomen worden. Daarnaast moet er ook aan gedacht worden dat beschadigingen in gegevens vaak niet meteen opgemerkt worden en dat een recente back-up misschien al een kopie van de beschadigde gegevens bevat. Het is dus verstandig meerdere backups te bewaren over een langere periode.

## Back-upmethodes
Er zijn verschillende benaderingen mogelijk om een back-up te maken. Deze vallen globaal uiteen in twee methodes: back-ups van de volledige harde schijf, de zogenoemde Image back-ups, en back-ups op bestandsniveau. 
Image back-ups zijn vooral geschikt om in geval van een catastrofale fout van een harde schijf, de vervangende schijf snel volledig identiek in te richten. back-ups op bestandsniveau zijn daarentegen bedoeld om in geval van fouten in een of meer bestanden (bijvoorbeeld het onbedoeld verwijderen van een deel ervan, of het verwijderen van een bestandsmap) de bestanden weer terug te kunnen plaatsen zonder dat daarbij de rest van het systeem beïnvloed wordt. Ook is het mogelijk om oudere versies van bestanden, voor zover op een van de back-ups aanwezig, terug te plaatsen zodat deze met de huidige versie vergeleken kunnen worden.
Back-ups op bestandsniveau worden veel volgens het volgende schema uitgevoerd:
- Een volledige back-up per periode. De lengte van de periode kan afhangen van de hoeveelheid gegevens, de mate waarin deze veranderen en de capaciteit van het gebruikte back-up-medium. Meestal is deze periode een week, soms twee weken of een maand. Deze back-ups worden om archiefredenen in het algemeen langer bewaard, ook al is er een nieuwere volledige back-up gemaakt.
- Een incrementele back-up per dag. In deze back-up worden alleen die bestanden opgeslagen die sinds de vorige volledige of incrementele back-up zijn veranderd. Na de eerstvolgende succesvolle volledige back-up kunnen de incrementele back-ups verwijderd worden. Om een volledige bestandsmap terug te plaatsen zijn de laatste volledige back-up, en alle daar op volgende incrementele back-ups nodig.
- Een progressieve back-up, ook wel "incremental forever back-up method" genoemd. Dit is een variant op incrementele back-up waarbij de eerste incrementele back-up natuurlijk een volledige back-up is. Vervolgens worden alleen nog maar incrementele back-ups gemaakt. Om een volledige bestandsmap terug te plaatsen zijn geen verschillende backups nodig, in plaats daarvan bouwt de back-upserver een lijst van terug te zetten bestanden die vervolgens vanuit de opslag naar de client worden gestuurd.
- In plaats van een incrementele back-up kan ook een differentiële back-up gemaakt worden. Hierbij worden steeds alle bestanden opgeslagen die sinds de laatste volledige back-up zijn veranderd. Na de eerstvolgende succesvolle volledige back-up of de eerstvolgende succesvolle differentiële back-up kan de voorgaande differentiële back-up verwijderd worden. Om een volledige bestandsmap terug te plaatsen zijn de laatste volledige back-up en de laatste differentiële back-up nodig.

Ook het simpelweg kopiëren van belangrijke files is een vorm van back-up, die in bepaalde situaties effectief kan zijn.

## Verschil tussen archivering en backup
Digitale archivering is de lange-termijnopslag van informatie waarvan niet verwacht wordt dat deze nodig is in de normale operatie maar die bewaard moet blijven ten behoeve van het bedrijfsbelang en/of wettelijke regelingen.

## Back-uptips
- Stel een back-upstrategie op (wanneer wat veilig te stellen)
- Maak frequent back-ups
- Bewaar meerdere generaties
- Maak een scenario-analyse
- Test de scenario's
- Probeer eens om iets terug te zetten
- Bewaar ook back-ups op een andere locatie (of online).